# اللغات الأصلية الأسترالية

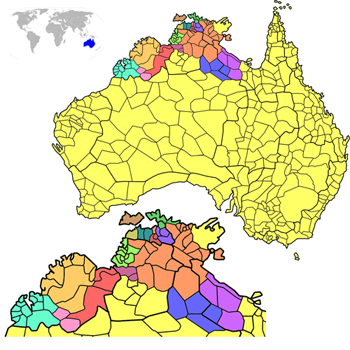

تتكون اللغات الأصلية الأسترالية من نحو 290-363 لغة تنتمي إلى ما يقدر بثماني وعشرين عائلة لغوية ولغة معزولة، يتحدث بها السكان الأصليون الأستراليون في البر الرئيسي لأستراليا وعدد قليل من الجزر المجاورة. العلاقات بين هذه اللغات ليست واضحة في الوقت الحاضر. على الرغم من عدم اليقين هذا، فإن اللغات الأسترالية الأصلية مغطاة بشكل جماعي بالمصطلح التقني «اللغات الأسترالية»، أو «العائلة الأسترالية».
يمكن أن يشمل المصطلح كل من لغات تسمانيا ولغة مضيق توريس الغربي، لكن القرابة الجينية مع اللغات الأسترالية للبر الرئيسي غير معروفة، في حين أن هذه الأخيرة هي باما- نينغن، على الرغم من أنها تشترك في ميزات مع لغات بابوا الشرقية ترانس فلاي، ولا سيما ميريام مير، فإنها تشترك أيضًا مع اللغات الأسترونيزية البابوية. تنتمي معظم لغات السكان الأصليين الأستراليين إلى عائلة باما- نينغن، بينما تصنف البقية على أنها «غير باما- نينغن»، وهو مصطلح ملائم لا يعني وجود علاقة أنساب.
في أواخر القرن الثامن عشر، كان هناك أكثر من 250 مجموعة اجتماعية مميزة للسكان الأصليين وعدد مماثل من اللغات أو اللِّسْن. يختلف وضع ومعرفة اللغات الأصلية اليوم اختلافًا كبيرًا. انقرضت العديد من اللغات مع الاستيطان حيث أدى زحف المجتمع الاستعماري إلى تفكيك ثقافات السكان الأصليين. بالنسبة لبعض هذه اللغات، توجد سجلات قليلة للمفردات والقواعد. في بداية القرن الحادي والعشرين، ما تزال أقل من 150 لغة من لغات السكان الأصليين قيد الاستخدام اليومي، وغالبيتها مهددة بالانقراض. ما تزال 13 لغة فقط تنتقل للأطفال. توجد اللغات الباقية في أكثر المناطق عزلة. من بين اللغات الأصلية الخمس الأقل تعرضًا لخطر الانقراض في أستراليا الغربية، تنتمي أربعة إلى مجموعة نانياجاررا في وسط وصحراء فيكتوريا الكبرى.
يتعلم الأطفال حاليًا لغات اليولنغو من شمال شرق أرض أرنهيم. يُستخدم التعليم ثنائي اللغة بنجاح في بعض المجتمعات. هناك سبع لغات من أكثر اللغات الأسترالية انتشارًا، مثل وارلبيري، ومورين باثا، وتيوا، يحتفظ بها ما يتراوح بين 1000 و3000 متحدث. تُظهر بعض مجتمعات السكان الأصليين واللغويين دعمًا لبرامج التعلم إما لإحياء اللغة بشكل سليم أو فقط «للحفاظ على اللغة العامية» (تعليم الأستراليين الأصليين بعض الكلمات والمفاهيم المتعلقة باللغة المفقودة).

## السمات المشتركة
سواء كان ذلك بسبب الوحدة الجينية أو بعض العوامل الأخرى مثل الاتصال العرضي بين الحين والآخر، فإن اللغات الأسترالية تشكل منطقة لغة أو (منطقة تقارب لغوي- شباخ بوند)، وتشارك الكثير من مفرداتها والعديد من سمات النطقيات المميزة عبر القارة بأكملها.
من السمات الشائعة للعديد من اللغات الأسترالية أنها تعرض ما يسمى بخطاب التجنب، وتستخدم سجلات خاصة للكلام فقط في وجود بعض الأقارب المقربين. تشترك هذه السجلات في علم الأصوات وقواعد اللغة القياسية، لكن يختلف المعجم وعادة ما يكون مقيدًا للغاية. هناك أيضًا محظورات الكلام الشائعة خلال فترات الحداد الطويلة أو التلقين التي أدت إلى العديد من لغات الإشارة الخاصة بالسكان الأصليين.
من أجل المحاذاة التركيبية الصرفية، تحتوي العديد من اللغات الأسترالية على أنظمة حالة التوافقية- المطلقة. هذه الأنظمة مقسمة عادةً؛ النمط الشائع هو أن يكون للضمائر (أو الشخصين الأول والثاني) علامة رفع وعلامة نصب، وأن يكون الشخص الثالث توافقي مطلق، على الرغم من وجود انقسامات بين الحيويين وغير الحيويين. في بعض اللغات، قد يكون الأشخاص الموجودون بين تصريفات النصب والتوافقية (مثل ضمير المخاطب أو الشخص الثالث) ثلاثيّ الأطراف: أي، يجري تمييزهم بوضوح على أنهم إما توافقيين أو أنهم في حالة النصب في العبارات المتعدية، ولكن في العبارات اللازمة لا يجري تمييزهم. هناك أيضًا عدد قليل من اللغات التي تستخدم فقط علامات الرفع والنصب.[بحاجة لمصدر]

## التصنيف
الداخلي
يُعتقد عمومًا أن معظم اللغات الأسترالية تنتمي إلى عائلة باما- نينغن، وهي عائلة يقبلها معظم اللغويين، مع استثناء بارز لروبرت إم. دبليو. ديكسون. ومن أجل الراحة، فإن بقية اللغات، التي يتحدث بها الجميع في أقصى الشمال، تجمع معا باسم «غير باما- نينغن»، وإن كان هذا لا يعني بالضرورة أنها تشكل فرعًا حيويًا صالحًا. يجادل ديكسون بأنه بعد 40 ألف عام من التأثير المتبادل، لم يعد من الممكن التمييز بين علاقات الأنساب العميقة والسمات المساحية في أستراليا، وأن حتى باما- نينغن ليست عائلة لغوية صالحة.
ومع ذلك، فالقليل من اللغويين الآخرين يقبلون أطروحة ديكسون. على سبيل المثال، يصف كينيث إل. هيل شكوك ديكسون على أنها تقييم خاطئ لتطور علم الوراثة العرقي وهو «إهانة للممارسين الناجحين بشكل بارز في علم اللغة المقارن في أستراليا، والتي تتطلب ردًا حاسمًا بشكل إيجابي». يقدم هيل أدلة أولية ونحوية (صرفية أيضًا) بالإضافة إلى أكثر من خمسين من المفردات الأساسية المترادفة (إظهار التوافقات الصوتية المنتظمة) بين عائلة باميك البدائية الشمالية والوسطى لشبه جزيرة كيب يورك على الساحل الشمالي الشرقي الأسترالي ولغة نيردا البدائية من الساحل الغربي الأسترالي، على بعد نحو 3000 كيلومتر (1900 ميل)، لدعم مجموعة باما- نينغن، التي يقارن عمرها بعمر اللغة الهندية الأوروبية البدائية.
تقترح جوانا نيكولز أن العائلات الشمالية قد تكون حديثة الوصول نسبيًا من منطقة جنوب شرق آسيا البحرية، وربما جل محلها لاحقًا انتشار اللغات الأسترونيزية. يمكن أن يفسر هذا الاختلاف التصنيفي بين لغات الباما- نينغن ولغات غير الباما- نينغن، ولكنه لا يفسر كيف أصبحتا عائلة واحدة منتشرة على نطاق واسع. يقترح نيكولاس إيفانز أن عائلة باما- نينغن انتشرت جنبًا إلى جنب مع ثقافة السكان الأصليين المهيمنة حاليًا والتي تضم نظام القرابة للسكان الأصليين الأستراليين.
في أواخر عام 2017 نشر مارك هارفي وروبرت ميلهامر دراسة في جريدة دايكورنيكا افترضت، من خلال تحليل نماذج بادئة فئة الاسم عبر كل من لغات الباما- نينغن والأقلية غير الباما- نينغن، أنه يمكن إعادة بناء اللغة الأسترالية البدائية والتي انحدرت منها جميع اللغات الأسترالية المعروفة. وخلصوا إلى أن هذه اللغة البدائية الأسترالية كان من الممكن التحدث بها منذ نحو 12,000 عام في شمال أستراليا.

### الخارجي
بُذلت محاولات فاشلة لفترة طويلة للكشف عن وجود صلة بين اللغتين الأسترالية والبابوية، إذ تمثل اللغة الأخيرة اللغة التي تحدث بها  السكان في المناطق الساحلية لغينيا الجديدة التي تواجه مضيق توريس وبحر آرافورا. في عام 1986لاحظ ويليام إيه. فولي أوجه التشابه المعجمية بين إعادة بناء روبرت إم. دبليو. ديكسون في عام 1980 للغات الأسترالية البدائية ولغات المرتفعات في شرق غينيا الجديدة. اعتقد أنه من السذاجة أن نتوقع العثور على عائلة واحدة من اللغات البابوية أو الأسترالية عندما كانت غينيا الجديدة وأستراليا كتلة واحدة (سميت قارة ساهول) لمعظم تاريخهم البشري، بعد أن فصلهما مضيق توريس منذ 8000 عام فقط، وأن إعادة البناء العميقة من المرجح أن تشمل لغات من كليهما. في غضون ذلك، تخلى ديكسون في وقت لاحق عن اقتراحه إعادة بناء اللغة الأسترالية البدائية.